# Staffanstorp
Staffanstorp este un oraș în Suedia.

## Demografie
| \| Evoluția demografică a zonei urbane Staffanstorp, 1970–2015 \| Evoluția demografică a zonei urbane Staffanstorp, 1970–2015 \| Evoluția demografică a zonei urbane Staffanstorp, 1970–2015 \| Evoluția demografică a zonei urbane Staffanstorp, 1970–2015 \| Evoluția demografică a zonei urbane Staffanstorp, 1970–2015 \| \| --------------------------------------------------------------------------------------- \| ----------------------------------------------------------- \| ----------------------------------------------------------- \| ----------------------------------------------------------- \| ----------------------------------------------------------- \| \| An \| \| \| Locuitori \| \| \| 1970 \| 1970 \| \| 6.746 \| 6.746 \| \| 1975 \| 1975 \| \| 10.895 \| 10.895 \| \| 1980 \| 1980 \| \| 11.365 \| 11.365 \| \| 1990 \| 1990 \| \| 11.976 \| 11.976 \| \| 1995 \| 1995 \| \| 13.302 \| 13.302 \| \| 2000 \| 2000 \| \| 13.596 \| 13.596 \| \| 2005 \| 2005 \| \| 13.784 \| 13.784 \| \| 2010 \| 2010 \| \| 14.808 \| 14.808 \| \| 2015 \| 2015 \| \| 15.373 \| 15.373 \| \| Sursa: SCB - Statistika Centralbyrån, Folkmängden per tätort. Vart femte år 1960 - 2016 \| \| \| \| \| |      |  |           |        |
| Evoluția demografică a zonei urbane Staffanstorp, 1970–2015 |      |  |           |        |
| An |      |  | Locuitori |        |
| 1970 | 1970 |  | 6.746     | 6.746  |
| 1975 | 1975 |  | 10.895    | 10.895 |
| 1980 | 1980 |  | 11.365    | 11.365 |
| 1990 | 1990 |  | 11.976    | 11.976 |
| 1995 | 1995 |  | 13.302    | 13.302 |
| 2000 | 2000 |  | 13.596    | 13.596 |
| 2005 | 2005 |  | 13.784    | 13.784 |
| 2010 | 2010 |  | 14.808    | 14.808 |
| 2015 | 2015 |  | 15.373    | 15.373 |
| Sursa: SCB - Statistika Centralbyrån, Folkmängden per tätort. Vart femte år 1960 - 2016 |      |  |           |        |